# 小行星6082
小行星6082（英語：6082 Timiryazev）是一颗围绕太阳公转的小行星。1982年10月21日，柳德米拉·瓦西里耶夫娜·茹拉夫廖娃在克里米亚发现了此天体。
这颗小行星的绝对星等为37.09630958005322等。